# Tetrapol

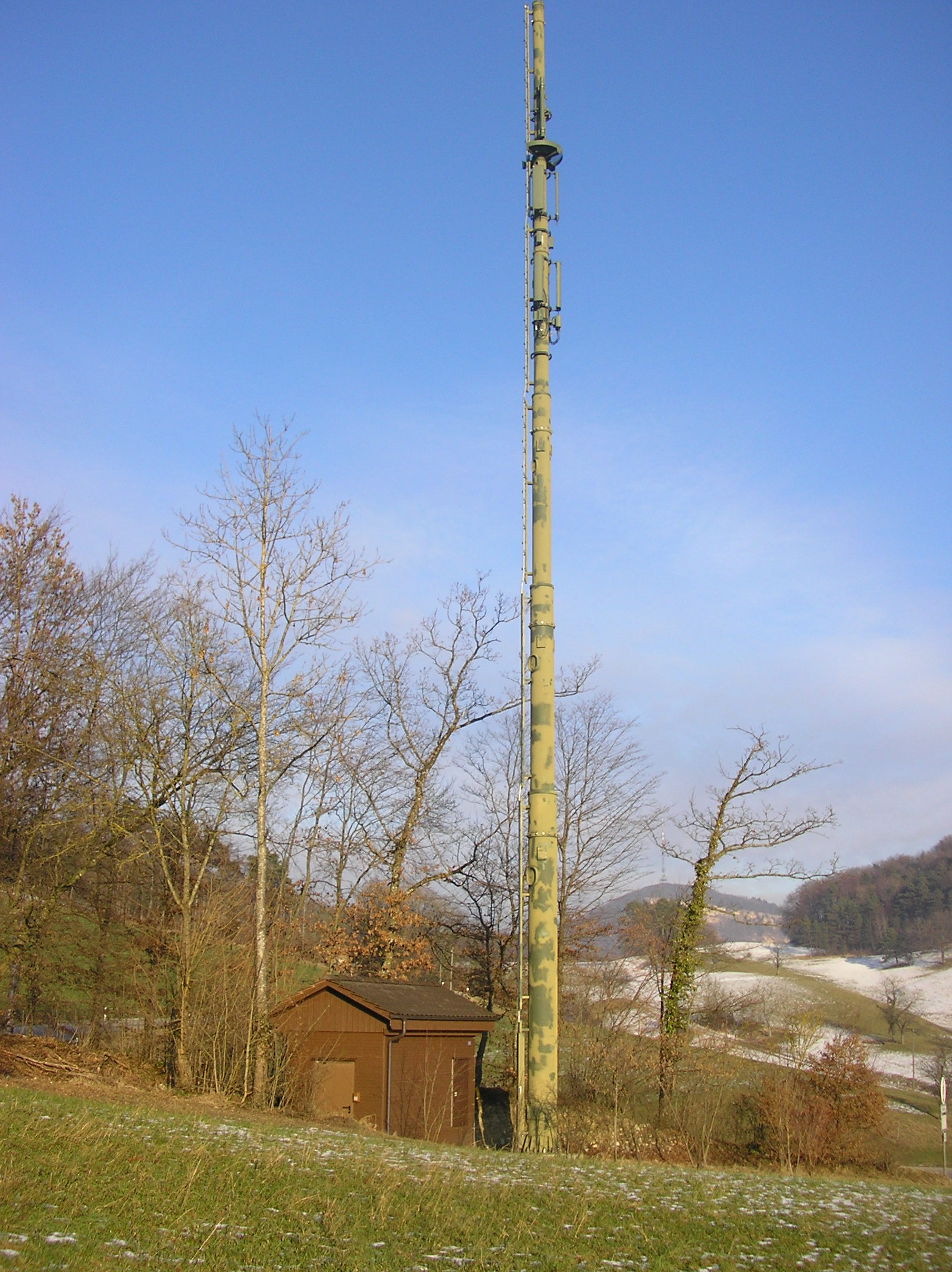
tetrapol

Tetrapol és un estàndard que defineix un sistema de radiocomunicacions digitals professionals. Els sistemes basats en aquest estàndard estan enfocats principalment a donar servei de radiocomunicació a forces i cossos de seguretat, encara que també s'ha emprat per altres organitzacions de serveis públics i transport.

## Característiques
L'origen d'aquesta tecnologia va estar en el desenvolupament realitzat per la firma francesa Matra Communications (actualment integrada a EADS) per crear una xarxa de radiocomunicacions digitals segures per a la Gendarmeria francesa a principis dels anys 90. Va poder ser l'estàndard ETSI, però el 1994 la majoria dels fabricants participants en el desenvolupament de l'estàndard va decidir apostar per TETRA. Així doncs, aquell any es va establir TETRA com la tecnologia de l'estàndard ETSI, quedant el fabricant francès MATRA com el principal suport de Tetrapol. El 1996 es van fer públiques les especificacions de la tecnologia propietària de MATRA. En l'actualitat EADS, a més de Tetrapol també fabrica TETRA.
Tetrapol no es pot considerar un estàndard. Això dóna com a resultat que cap altre fabricant important desenvolupa actualment aquesta tecnologia. Això suposa un hàndicap per als compradors de Tetrapol, ja que com que no hi ha opció d'adquirir productes a altres fabricants, els preus dels productes Tetrapol són més elevats que els d'altres tecnologies multimarca.
A diferència de Tetrapol, tant TETRA com P25 (Project 25) són estàndards que estan avalats per organismes internacionals com ETSI (European Telecommunications Standards Institute) i TIA (Telecommunications Industry Association) respectivament.
Tetrapol modula a GMSK a FDMA amb separació de 12,5 kHz entre portadores. TETRA modula pi/4-QDPSK a 4 slots TDMA amb separació de 25 KHz entre portadores. La fase 1 de P25 modula C4FM a FDMA amb separació de 12,5 kHz entre portadores. La fase 2 de P25 modula a 2 slots TDMA amb separació de 12,5 kHz entre portadores.

## Instal·lacions
Cada tecnologia ha guanyat terreny en diferents aèries geogràfiques: Tetrapol a països d'influència francesa, P25 a països d'influència nord-americana, TETRA a la majoria dels països europeus i asiàtics. A Sud-amèrica i Àfrica es poden trobar les tres tecnologies.
La venda de Tetrapol se centra gairebé exclusivament en cossos de seguretat, és per això que té xifratge extrem a extrem obligatori, cosa que és opcional a la resta de tecnologies esmentades. Tetrapol gairebé no té penetració en el sector privat.
A Europa, tots els estats de la CE van acordar al Conveni de Schengen implantar un mateix sistema que permetés la interoperabilitat amb els estats veïns; no obstant això, alguns estats es van decidir per una xarxa Tetrapol (França, Suïssa, Espanya, etc.) i altres per una xarxa TETRA (Regne Unit, Alemanya, Polònia, BeNeLux, etc.), per tant, l'intent d'estandardització per als cossos de seguretat no es va poder dur a terme.
A Espanya, el sistema Tetrapol que usen els cossos de seguretat de l'estat és denominat SIRDEE (Sistema de radiocomunicacions Digitals d'Emergència de l'Estat) sent els seus usuaris la Policia Nacional, la Guàrdia Civil i l'UME (Unitat Militar d'Emergències).
De conformitat amb la Decisió de la CEPT ERC/DEC/(96)01, (European Radiocomunications Commitee), les comunicacions digitals dels serveis públics d'emergències treballen a les subbandes 380-385/390-395 MHz a tot l'àmbit europeu. En aquestes bandes operen les Forces de Seguretat esmentades amb Tetrapol així com la resta dels serveis públics com ara policies locals i autonòmiques d'Espanya amb TETRA.